# Istenszülő elszenderedése fatemplom (Pórkerec)
A pórkereci Istenszülő elszenderedése fatemplom műemlékké nyilvánított épület Romániában, Szilágy megyében. A romániai műemlékek jegyzékében az  SJ-II-m-B-05100 sorszámon szerepel.